# Paul Bourrières
Pour les articles homonymes, voir Bourrières.
Paul Bourrières, né le 10 juin 1914 dans le 14e arrondissement de Paris et mort le 30 septembre 2018 à Guéthary, est un ingénieur français, qui a terminé sa carrière comme ingénieur général des Ponts et Chaussées. Il a beaucoup travaillé en Afrique et en Asie du Sud-Est.

## Distinctions
- Officier de la Légion d'honneur[Quand ?]
- Commandeur de l’ordre national du Mérite
- Croix de guerre 1939-1945[4].
- Commandeur du Mérite maritime
- Membre de l'Académie des sciences d'outre-mer[1] élu le 6 mars 1981[4].
- Le jour de son centième anniversaire (10 juin 2014), Paul Bourrières reçoit la médaille d’or de la ville de Ciboure, décernée par le maire, Guy Poulou[5]

## Œuvres
- Paul Bourrières, Voyage à travers une vie : Souvenirs d'ailleurs et d'ici, Paris, L'Harmattan, 2004, 322 p. (ISBN 2-7475-6439-8, EAN 978-2747564397)[1].
- Paul Bourrières, Ports et navigation modernes, Eyrolles, 1977, 275 p.[1].
- Paul Bourrières, Implantations industrielles dans le Tiers monde : condition du succès, Paris, Eyrolles, 1973, 144 p.[1].
- Paul Bourrières, L'économie des transports dans les programmes de développement, Presses universitaires de France, 1961[4].
- Paul Bourrières, Le Port de Dakar : station atlantique, Casablanca, CEP, 1951[4].